# Guzerat-Rind

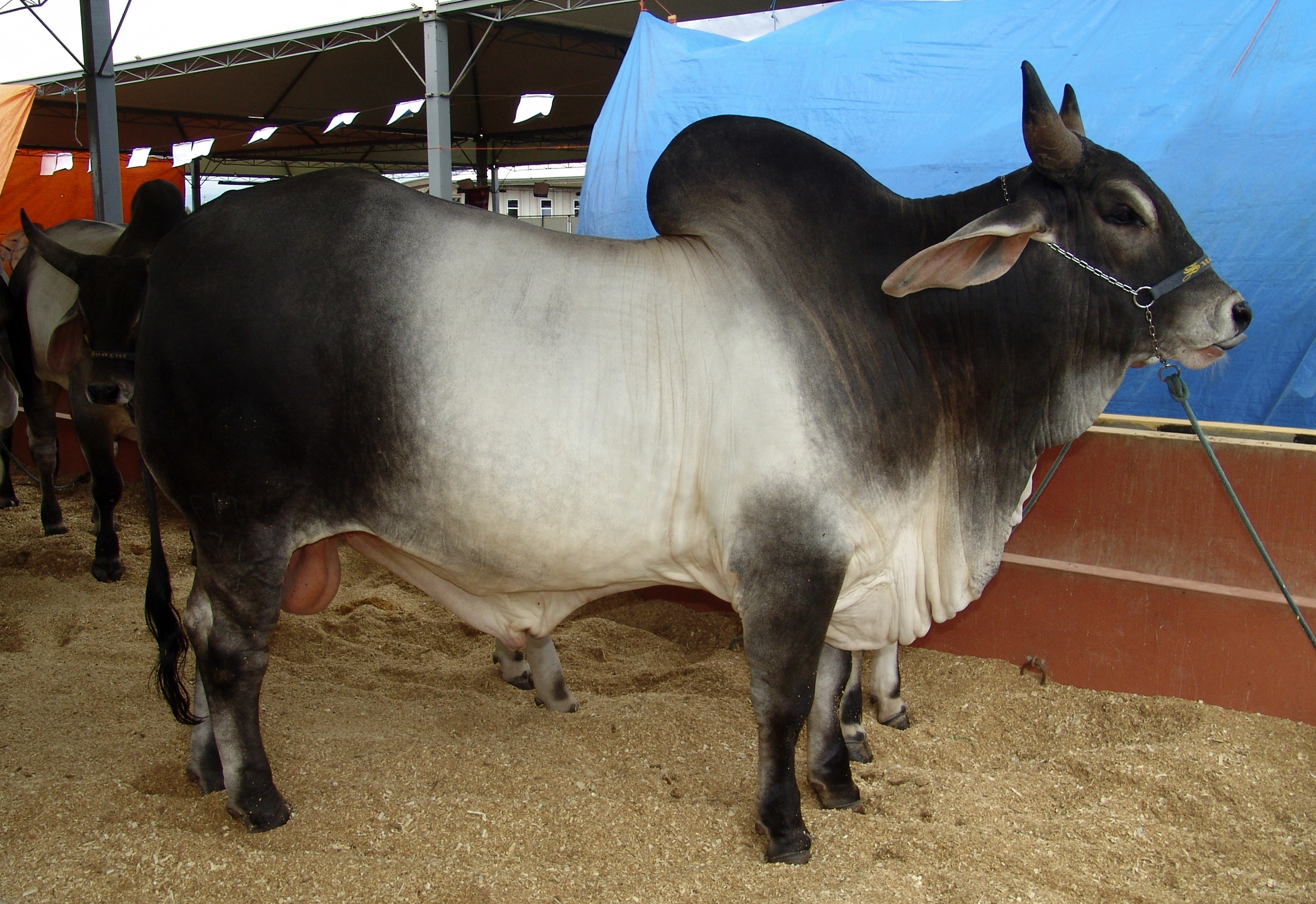
Guzerat (Guzerá), in Avaré

Das Guzerat-Rind ist eine Zebu-Rinderrasse, die in Brasilien aus aus Indien importierten Kankrej-Rindern gezüchtet wurde. Der Name ist die portugiesische Schreibweise des indischen Staates Gujarat. Der Guzerat ähnelt dem Kankrej sehr: er ist ebenfalls sehr groß und besitzt lange Hörner. Wie der Kankrej wird auch der Guzerat sowohl für die Fleischproduktion als auch als Zugtier gezüchtet. Durchschnittlich sind Guzerats dunkler und größer als Kankrej und haben längere Hörner. Guzerats gehören zu den Hauptrassen, die für die Zucht des amerikanischen Brahman-Rindes verwendet wurden, gemeinsam mit Kankrej, Girs und Nelore-Rindern.
Wie alle Zebu-Rinder zeigen auch die Guzerats entscheidende Vorteile für die Haltung in den Tropen und Halbtropen: große Hitze-Toleranz und Krankheitsresistenz.